# Drimia maritima
Drimia maritima (sin. Urginea maritima), comummente conhecida como cebola-albarrã, é uma espécie de planta de florescência da família Asparagaceae, subfamília Scilloideae (antiga família Hyacinthaceae), pertencente ao tipo fisionómico dos geófitos. 

## Nomes comuns
Dá ainda pelos seguintes nomes comuns: cebola-do-mar e cila (sendo certo que esta designação é comum a várias outras espécies do género Scilla). 

## Descrição
É uma planta herbácea perene, com um bolbo de três centímetros e meio a dezoito centímetros de diâmetro, de formato ovóide ou globoso, com membranas externas, chamadas túnica, de coloração geralmente entre o castanho e o avermelhado, se bem que, por vezes, possam afigurar-se esbranquiçadas.
O caule é robusto e erecto, ostentanto entre 45 a 150 centímetros de altura e 3 a 15 mm de diâmetro até à base. As folhas, de 20 a 60 centímetros de comprimento por 2 a 10 centímetros de largura, aparecem por volta do Outono, já depois da floração e ressecam sozinhas ao chegar ao Verão.  As folhas são erectas ou erecto-patentes, de formato lanceolado ou oblongo-lanceolado, agudas e sensivelmente afuniladas junto ao ápice.
O racimo tem uns 20 a 90 centímetros, podendo sustentar mais de 40 flores. As flores costumam ser alvadias, embora também haja variedades desta planta com flores mais avermelhadas.
As brácteas medem entre 4 a 8 mm e são de formato variável, alternando entre o linear-lanceolado e o triangular, amiúde despontando num esporão na base. Apresentam, ainda, uma coloração esbranquiçada, avermelhada ou esverdeada.
Os pedicelos medem entre 12 e 27 mm e as bractéolas entre 0,5 e 3 mm e são de formato linear. As tépalas das flores medem entre 7 a 13 mm e são de formato esguio, oval ou oblongo, com o ápice empolado ou papiloso.
Os frutos são cápsulas elípticas, trigonais, obtusas ou subagudas de 7 a 16 milímetros por 5 a 12 milímetros, com ápice milimétrico e, grosso modo, com cerca de  5 a 10 sementes por lóculos. Floresce de Agosto a Outubro.

## Distribuição
É natural da Europa meridional, do arquipélago das Canárias, da Ásia ocidental e da África setentrional.

### Portugal
Trata-se de uma espécie presente no território português, nomeadamente em Portugal Continental.
Mais concretamente, nas zonas do Noroeste ocidental; na Terra Quente transmontana; em todas as zonas do Centro-Oeste, salvo o Centro-Oeste cintrano; no Centro-leste de campina; no Centro-sul miocénico; no Centro-sul plistocénico; em todas as zonas do Sudeste e do Sudoeste, salvo o Sudoeste montanhoso; no Barrocal e no Sotavento algarvios.
Em termos de naturalidade é nativa da região atrás referidas

### Ecologia
Trata-se duma espécie rupícula, que privilegia terrenos sáfaros, pinhais, ermos, charnecas de vegetação rasteira, montados de azinheiras ou sobreiros, mormente os que assentem em solos pedreguentos, barrentos ou areosos.

## Taxonomia
O táxon Drimia maritima foi descrito por (Lineu) e Stearn  e foi publicado no Ann. Mus. Goulandris 4: 204 1978.

### Etimologia
Quanto ao nome genérico: «Drimia», este provém do latim drimia, que por seu turno provém do étimo grego antigo δριμύς, -εία, que significa «áspero», «acre», ou «amargo», por causa do sabor do bolbo desta planta.
Quanto ao epíteto específico: «maritima» provém directamente do latim e significa "marinho; da beira-mar".

### Sinonímia
- Ornithogalum maritimum Brot.
- Charybdis maritima (L.) Speta
- Ornithogalum maritimum (L.) Lam.
- Scilla anthericoides Poir.
- Scilla lanceolata Viv.
- Scilla maritima L.
- Scilla rubra Garsault, opus utique oppr.
- Scilla serotina Schousb.
- Urginea sphaeroidea (Jord. & Fourr.) Grey
- Urginea maritima (L.) Baker
- Urginea littoralis (Jord. & Fourr.) Grey
- Squilla insularis Jord. & Fourr.
- Charybdis maritima (L.) Speta
- Ornithogalum anthericoides (Poir.) Link ex Steud.
- Ornithogalum squilla Ker Gawl.
- Squilla anthericoides (Poir.) Jord. & Fourr.
- Squilla insularis Jord. & Fourr.
- Squilla littoralis Jord. & Fourr.
- Squilla maritima (L.) Steinh.
- Squilla sphaeroidea Jord. & Fourr.
- Stellaris scilla Moench [Illegitimate]
- Urginea anthericoides (Poir.) Steinh.
- Urginea insularis (Jord. & Fourr.) Grey
- Urginea scilla Steinh. [Illegitimate]
- Urginea sphaeroidea (Jord. & Fourr.) Grey[3]